# Harry Mickson
Harry Mickson est un personnage de fiction créé en 1974 par la Française Florence Cestac pour incarner la librairie-maison d'édition Futuropolis, qu'elle dirigeait alors avec Étienne Robial.
D'abord utilisé sur des supports promotionnels, Harry Mickson est utilisé à partir de 1976 par sa créatrice dans des bandes dessinées publiées dans divers mensuels adultes (L'Écho des savanes, Métal hurlant, (À suivre), etc.). Des albums en sont publiés à partir de 1979. Le dernier d'entre eux, Les Vieux Copains pleins de pépins, est primé au festival d'Angoulême en 1989.
Harry Mickson emprunte son nom au détective Harry Dickson et à Mickey Mouse.

## Publications

### Albums
Albums individuels
- Mickson Alphabet, Futuropolis, 1979.
- Harry Mickson, Futuropolis, 1980.
- Harry Mickson nettoie ses pinceaux, Futuropolis, coll. « Hic et nunc », 1982[3].
- Les Tourments du jeune Harry Mickson : Cauchemar matinal (scénario de Jean-Luc Cochet), Futuropolis, 1984.
- Mickson et les Gaspards, Futuropolis, coll. « X » no 5, 1985.
- Mickson BD Football Club (dessin de plusieurs auteurs), Futuropolis, coll. « X » no 45, 1987  (ISBN 2737656044).
- Les Vieux Copains pleins de pépins, Futuropolis, coll. « Gros Nez », 1988  (ISBN 2737656710). Alph-Art humour au festival d'Angoulême 1989.

Édition intégrale
- Harry Mickson & Co., Dargaud, 2016  (ISBN 9782205076103). Sélection patrimoine au festival d'Angoulême 2017.